# ناتانیل مکون
ناتانیل مکون (به انگلیسی: Nathaniel Macon) سناتور سابق عضو حزب دموکرات ایالات متحده آمریکا بود. وی در سال ۱۸۱۵ تا ۱۸۲۴ و ۱۸۲۴ تا ۱۸۲۸ میلادی سناتور ایالت کارولینای شمالی در سنای ایالات متحده آمریکا بود.